# Verwaltungsgemeinschaft Altenburger Land
Pour les articles homonymes, voir Altenburger.
La Communauté d'administration du Pays d'Altenbourg (Verwaltungsgemeinschaft Altenburger Land) réunit huit communes de l'arrondissement du Pays-d'Altenbourg en Thuringe. Elle a son siège dans la commune de Mehna.

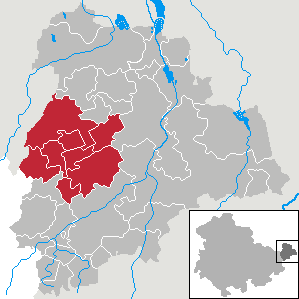
La communauté d'administration du pays d'Altenbourg

La communauté regroupe 5 526 habitants en 2010 pour une superficie de 86,27 km2.
Communes (population en 2010) : 
- Altkirchen (1 061) ;
- Dobitschen (505) ;
- Drogen (146) ;
- Göhren (439) ;
- Göllnitz (341) ;
- Lumpzig (561) ;
- Mehna (344) ;
- Starkenberg (1 904).

Les communes de Naundorf et Tegkwitz qui en faisaient partie lors de sa création ont été depuis incorporées à la commune de Starkenberg. La commune de Großröda a fusionné en 2010 avec celle de Starkenberg.

## Démographie
| 1995  | 2000  | 2005  | 2010  |
| ----- | ----- | ----- | ----- |
| 6 537 | 6 536 | 6 179 | 5 526 |